# Градиште (Куманово)
Градиште (мкд. Градиште) је насеље у Северној Македонији, у северном делу државе. Градиште припада општини Куманово.

## Географија
Градиште је смештено у северном делу Северне Македоније. Од најближег града, Куманова, село је удаљено 20 km југоисточно.
Насеље Градиште се налази у историјској области Средорек. Село је смештено на брдима јужно од долине реке Пчиње, на приближно 410 метара надморске висине. Јужно од села издиже се Градиштанска планина.
Месна клима је континентална.

## Становништво
Градиште је према последњем попису из 2002. године имало 192 становника.
Већинско становништво у насељу су етнички Македонци (98%), а остало су Срби.
Претежна вероисповест месног становништва је православље.